# Tomasz Bednarek
Tomasz Bednarek (Pabianice, 12 de Novembro de 1981) é um tenista profissional polonês, seu melhor ranking em 2010 ao furar o Top 10 em duplas, sendo N. 44. seu parceiro de duplas é Mateusz Kowalczyk.

## ATP finals

### Duplas: 4 (4 vices)
| Legenda (pre/pos 2009)            |
| Grand Slam (0/0)                  |
| ATP World Tour Finals (0/0)       |
| ATP World Tour Masters 1000 (0/0) |
| ATP World Tour 500 Series (0/0)   |
| ATP World Tour 250 Series (0/4)   |

| Resultado | N. | Data              | Torneio                                    | Piso     | Parceiro          | Oponentes                            | Placar           |
| Vice      | 1. | Maio 9, 2010      | Serbia Open, Belgrado, Serbia              | Saibro   | Mateusz Kowalczyk | Santiago González Travis Rettenmaier | 6–7(6-8), 1–6    |
| Vice      | 2. | Julho 14, 2013    | Mercedes Cup, Stuttgart, Alemanha          | Saibro   | Mateusz Kowalczyk | Facundo Bagnis Thomaz Bellucci       | 6-2, 4-6, [9-11] |
| Vice      | 3. | Setembro 29, 2013 | PTT Thailand Open, Bangkok, Tailândia      | Duro (i) | Johan Brunström   | Jamie Murray John Peers              | 3-6, 6-3, [6-10] |
| Vice      | 4. | Abril 12, 2014    | Grand Prix Hassan II, Casablanca, Marrocos | Saibro   | Lukáš Dlouhý      | Jean-Julien Rojer Horia Tecău        | 2-6, 2-6         |

## Duplas (14)
| Legenda         |
| Challengers (7) |
| Futures (7)     |

| N.  | Data              | Torneio        | Piso   | Parceiro             | Oponentes na final                         | Placar            |
| 1.  | 12 Agosto 2002    | Lituania F1    | Saibro | Michał Gawłowski     | Dmitriy Koch Thomas Oger                   | 6–3, 7–6(5)       |
| 2.  | 10 Novembro 2003  | Rep. Tcheca F6 | Saibro | Petr Dezort          | Jan Říha Pavel Říha                        | 4–6, 7–5, 6–3     |
| 3.  | 9 Agosto 2004     | Lituania F1    | Saibro | Javier García-Sintes | Mait Künnap Janne Ojala                    | 6–1, 6–4          |
| 4.  | 30 Agosto 2004    | Polonia F5     | Saibro | Javier García-Sintes | Filip Anioła Filip Urban                   | 6–4, 6–2          |
| 5.  | 15 Agosto 2005    | Polonia F5     | Saibro | Felipe Parada        | Maciej Dilaj Dawid Olejniczak              | 6–2, 6–4          |
| 6.  | 20 Fevereiro 2006 | Polonia F1     | Duro   | Maciej Dilaj         | Martin Fischer Philipp Oswald              | 6–2, 4–6, 6–3     |
| 7.  | 10 Julho 2006     | Poznań         | Saibro | Michał Przysiężny    | Vasilis Mazarakis Jan Mertl                | 6–3, 3–6, [10–8]  |
| 8.  | 7 Agosto 2006     | Lituania F1    | Saibro | Deniss Pavlovs       | Egor Puntus Sergei Tarasevitch             | 6–0, 6–1          |
| 9.  | 1 Outubro 2007    | Mons           | Duro   | Filip Polášek        | Philipp Petzschner Alexander Peya          | 6–2, 5–7, [10–8]  |
| 10. | 9 Junho 2008      | Košice         | Saibro | Igor Zelenay         | Miguel Ángel López Jaén Carlos Poch-Gradin | 6–1, 4–6, [13–11] |
| 11. | 14 Setembro 2009  | Szczecin       | Saibro | Mateusz Kowalczyk    | Oleksandr Dolgopolov Jr. Artem Smirnov     | 6–3, 6–4          |
| 12. | 5 Outubro 2009    | Tarragona      | Saibro | Mateusz Kowalczyk    | Flavio Cipolla Alessandro Motti            | 6–1, 6–1          |
| 13. | 19 Outubro 2009   | Florianópolis  | Saibro | Mateusz Kowalczyk    | Daniel Gimeno-Traver Pere Riba             | 6–1, 6–4          |
| 14. | 12 Abril 2010     | Roma           | Saibro | Mateusz Kowalczyk    | Jeff Coetzee Jesse Witten                  | 6–4, 7–6(4)       |